# Смешанная сборная Нигерии по кёрлингу
Смешанная сборная Нигерии по кёрлингу — смешанная национальная сборная команда (составленная из двух мужчин и двух женщин), представляет Нигерию на международных соревнованиях по кёрлингу. Управляющей организацией выступает Федерация кёрлинга Нигерии (англ. Nigeria Curling Federation, Curling Nigeria).

## Результаты выступлений

### Чемпионаты мира
| Год     | М              | И              | В              | П              | Состав (скипы выделены) | Состав (скипы выделены) | Состав (скипы выделены) | Состав (скипы выделены) | Состав (скипы выделены)      |
| Год     | М              | И              | В              | П              | Четвёртый               | Третий                  | Второй                  | Первый                  | Тренер                       |
| ------- | -------------- | -------------- | -------------- | -------------- | ----------------------- | ----------------------- | ----------------------- | ----------------------- | ---------------------------- |
| 2015—18 | не участвовали | не участвовали | не участвовали | не участвовали | не участвовали          | не участвовали          | не участвовали          | не участвовали          | не участвовали               |
| 2019    | 38             | 7              | 0              | 7              | Tijani Cole             | Susana Cole (в/с)       | Harold Woods III        | Carolay Cole-Strehlow   | Vicky Gumley                 |
| 2022    | 31             | 8              | 1              | 7              | Harold Woods III        | Anteequa Washington     | Tijani Cole             | Sheila Daniel           | Michael Ferguson             |
| 2023    | 28             | 7              | 1              | 6              | Harold Woods III        | Jasmin Hashi            | T. J. Cole              | Susana Cole             |                              |
| 2024    | 35             | 7              | 1              | 6              | Harold Woods III        | Jasmin Hashi            | T. J. Cole              | Bobbie Todd             | Tommy Campbell, Vicky Gimley |

(источник:)